# Portrait d'une enfant déchue
Pour plus de détails, voir Fiche technique et Distribution.
Portrait d'une enfant déchue (Puzzle of a Downfall Child) est un film américain réalisé par Jerry Schatzberg, sorti en 1970.

## Synopsis
Une jeune femme, très belle mais perturbée, vit seule dans un chalet sur une plage, ressassant son passé, un enchevêtrement d'illusions et de mensonges. Elle s'appelle Lou Andreas Sand (Faye Dunaway), ancienne mannequin célèbre, dont la vie est entrée dans une spirale infernale, plongeant dans la toxicomanie et la dépression nerveuse. Elle raconte son histoire à Aaron Reinhardt (Barry Primus), une connaissance qui projette de faire un film sur elle, mais les détails qu'elle donne ne sont pas vrais. Lou a apparemment eu un amant qui a abusé d'elle. Elle a aussi un penchant pour des relations sexuelles avec des hommes étranges. Sa destinée l'a amenée à épouser Mark (Roy Scheider), un publicitaire, mais apparemment elle l'a plaqué le jour de leur mariage, ce qui a été le point de départ de sa descente dans la drogue jusqu'à une tentative de suicide.

## Fiche technique
- Titre : Portrait d'une enfant déchue
- Titre original : Puzzle of a Downfall Child
- Réalisation : Jerry Schatzberg
- Scénario : Jerry Schatzberg et Carole Eastman
- Production : John Foreman
- Société de production : Universal Pictures
- Musique : Michael Small
- Photographie : Adam Holender
- Montage : Evan A. Lottman (de)
- Pays d'origine : États-Unis
- Format : Technicolor - Mono
- Genre : Drame
- Durée : 105 minutes
- Date de sortie : 16 décembre 1970 aux États-Unis ; 20 janvier 1972 en France.

## Distribution
- Faye Dunaway : Lou Andreas Sand
- Barry Primus : Aaron Reinhardt
- Viveca Lindfors : Paula Galba
- Barry Morse : Dr Galba
- Roy Scheider : Mark
- Ruth Jackson : Barbara Casey
- Joe George : Man in Bar
- Barbara Carrera : T.J. Brady

## Autour du film
- Le matériau de base de Portrait d'une enfant déchue est une longue série d'entretiens entre le réalisateur Jerry Schatzberg et le top-model Anne Saint-Marie, ayant vécu une expérience traumatisante. Au cours d'une interview donnée pour Écran 72, Jerry Schatzberg explique : « À l'origine, il y a la confession d'un mannequin que j'ai bien connu, alors que j'étais assistant photographe. [...] Elle a subi pratiquement la même dépression nerveuse, à la suite de déceptions similaires, et s'est pareillement retranchée du monde, dans un endroit retiré de Long Island. J'ai enregistré sa confession au magnétophone, durant plusieurs heures (3 h 30 environ). Ensuite, il y a eu l'intervention de Carole Eastman, qui a travaillé sur ces bandes et introduit un peu de son expérience personnelle [...] et, enfin, celle de Faye Dunaway [...] qui s'est vraiment identifiée, corps et âme, au personnage. »[1]
- Le nom de l'héroïne du film, Lou Andreas Sand, est une idée de Carole Eastman et fait allusion à Lou Andreas-Salomé (1861-1937), célèbre femme de lettres allemande, amie de Friedrich Nietzsche et, plus tard, disciple de Sigmund Freud.
- Le titre du film, Puzzle of a Downfall Child (Portrait d'une enfant déchue) était déjà celui du scénario original, dû à Jacques Sigurd, avec lequel Jerry Schatzberg ne put s'entendre. Dans ce scénario, il était question d'un avortement. À partir du cauchemar fait par une amie du réalisateur, Jacques Sigurd voulut utiliser ce rêve comme une métaphore. Le songe angoissant était le suivant : l'amie de Jerry Schatzberg se réveillait en pleine nuit et ouvrait la fenêtre pour tenter de rattraper un enfant dans sa chute[2].

## Commentaire
- Le premier film de Jerry Schatzberg, à travers une narration complexe, reconstitue comme un puzzle - le titre anglais l'indique - l'itinéraire chaotique d'une jeune femme. Ancienne cover-girl, elle a dû renoncer à ce métier, à la suite d'une profonde dépression. « Le film est une sorte de reportage sophistiqué qui reprend l'esthétique glacée et "idéaliste" des photos de mode, explicitant ainsi par un redoublement "schizophrénique" formel le trouble mental » de l'héroïne[3].
- Pourtant, « rarement cinéaste aura été autant victime du goût de la critique pour les étiquettes, les amalgames superficiels, les appréciations hâtives [...]. La presse américaine se débarrassa (à son époque) de Puzzle of a Downfall Child en le cataloguant, uniquement en raison du passé de Schatzberg, de "film de photographe de mode". Ce qui est aberrant lorsqu'on voit une œuvre aussi austère, aussi rigoureuse où la photographie d' Adam Holender est totalement soumise à la mise en scène [...] », font remarquer Jean-Pierre Coursodon et Bertrand Tavernier[4].
- Mise en scène qui, comme dans les meilleures réalisations de Schatzberg, « refuse de jouer sur le charme, de "faire des cadeaux" aux personnages. »[5] L'observation, dans toutes ses contradictions, de Lou Andreas Sand (Faye Dunaway) conférait, précisément, « toute sa force, son ambiguïté à Puzzle of a Downfall Child, œuvre vibrante et d'une sensibilité aiguë, admirablement écrite, de l'intérieur, par Carole Eastman. Les émotions y étaient comme transpercées sans que le personnage ne soit jamais magnifié. [...] Faye Dunaway jouait à nu, sans protection, ni filet, avec une formidable rigueur, une inspiration, une envolée digne de certaines actrices bergmaniennes. »[6]
- « Nous sommes, en tout cas, aussi loin que possible de l'archétype ; et s'il est permis d'évoquer tel précédent fameux dans le monde (limitrophe) du show business, de Diana Barrymore à Marilyn Monroe, cela ne signifie point que Schatzberg ait cédé si peu que ce soit à la facilité et joué en cette affaire les sociologues satisfaits. Bien au contraire : son audace a été de nous intéresser à un cas nullement exemplaire, mais éloquent par sa singularité même. [...] On ne connaîtra jamais tout à fait Lou Andreas, on en saura même moins sur son compte à la fin qu'au début ; on aura simplement approché un être jeune, vulnérable, irréductible à toute inquisition. Défaite de la psychologie, mais victoire du cinématographe », juge, de son côté, Claude Beylie, à l'époque où le film fut diffusé à Paris[1]. « Portrait d'une enfant déchue est un cri d'alarme poussé contre la vanité exhibitionniste de notre société. [...] Loin de condamner hâtivement le star-system, Schatzberg en décuple la nostalgie. Il demande seulement [...] qu'en photographiant les stars on ne leur enlève pas en même temps un peu de leur âme », conclut-il[7].

## Anecdotes
- Il s'agit du premier (petit) rôle de l'actrice Barbara Carrera.